# Mairzee Almas
Mairzee Almas es una cineasta y directora de televisión canadiense. 

## Trayectoria
Se formó en la Vancouver Film School, graduándose en el Foundation Film Program y en el programa de formación de actores del F.T.S. Performing Arts Conservatory de Vancouver. En 2003, fue alumna del WIDC (Women in director chairs) organizado por Banff (Centro para las artes y la creatividad).
En los años siguientes se convirtió en una de las más solicitadas ayudantes de dirección, trabajando en numerosos proyectos de cine y televisión. Sus primeras oportunidades como directora llegaron con episodios de Smallville y Da Vinci's Inquest. Desde entonces, ha dirigido más de 70 episodios de televisión y ha sido nominada a varios premios de dirección. Vive en Vancouver y trabaja en todo el mundo. Ha dirigido numerosos programas de televisión, entre ellos Shadow and Bone (2022), Y: The Last Man, The Sandman, Locke y la llave, Outlander, Impulse, Jessica Jones  y 12 Monkeys entre muchas otras. Su trabajo como directora abarca SVOD, Cable y Network. También fue Coproductora Ejecutiva/Directora de la segunda temporada de Impulse.
Ha sido nominada a varios premios de dirección, entre ellos por IMPULSE, SMALLVILLE y MOTIVE. Vive en Vancouver y trabaja en todo el mundo.